# Extended file system
El sistema de archivos extendido (extended file system o ext), fue el primer sistema de archivos creado específicamente para el sistema operativo Linux. Fue diseñado por Rémy Card para vencer las limitaciones del sistema de archivos MINIX.
Fue la primera implementación que usó el sistema de archivos virtual (VFS), para el cual se agregó soporte en el núcleo Linux en la versión 0.96c, y podía manejar sistemas de archivos de hasta 2 gigabytes (GB) de tamaño.
ext fue el primero de la serie de sistemas de archivos extendidos. En 1993, fue reemplazado por ext2 y Xiafs, que compitieron durante un tiempo, pero ext2 ganó debido a su viabilidad a largo plazo: ext2 solucionó problemas con ext, como la inmutabilidad de inodos y fragmentación.